# Alpiner Skieuropacup 1977/78
Gesamt- und Disziplinenwertungen der Saison 1977/1978 des Alpinen Skieuropacups.

## Europacupwertungen

### Gesamtwertung
| Rang | Name               | Land    | Punkte |
| ---- | ------------------ | ------- | ------ |
| 1    | Leonardo David     | Italien | 160    |
| 2    | Jan Bachleda-Curuś | Polen   | 110    |
| 2    | Silvano Meli       | Schweiz | 110    |

| Rang | Name              | Land       | Punkte |
| ---- | ----------------- | ---------- | ------ |
| 1    | Christine Loike   | Österreich | 120    |
| 2    | Gerlinde Strixner | Österreich | 075    |
| 3    | Lea Sölkner       | Österreich | 070    |

### Abfahrt
| Rang | Name          | Land    | Punkte |
| ---- | ------------- | ------- | ------ |
| 1    | Silvano Meli  | Schweiz | 110    |
| 2    | Roland Lutz   | Schweiz | 092    |
| 3    | Werner Spörri | Schweiz | 085    |

| Rang | Name            | Land           | Punkte |
| ---- | --------------- | -------------- | ------ |
| 1    | Monika Bader    | BR Deutschland | 60     |
| 2    | Edith Peter     | Österreich     | 50     |
| 3    | Evi Mittermaier | BR Deutschland | 45     |

### Riesenslalom
| Rang | Name           | Land    | Punkte |
| ---- | -------------- | ------- | ------ |
| 1    | Alex Giorgi    | Italien | 68     |
| 2    | Leonardo David | Italien | 65     |
| 3    | Didier Bovin   | Schweiz | 61     |

| Rang | Name            | Land          | Punkte |
| ---- | --------------- | ------------- | ------ |
| 1    | Christine Loike | Österreich    | 92     |
| 2    | Ursula Konzett  | Liechtenstein | 66     |
| 3    | Uta Wedam       | Österreich    | 51     |

### Slalom
| Rang | Name               | Land          | Punkte |
| ---- | ------------------ | ------------- | ------ |
| 1    | Leonardo David     | Italien       | 95     |
| 2    | Jan Bachleda-Curuś | Polen         | 77     |
| 3    | Paul Frommelt      | Liechtenstein | 70     |

| Rang | Name              | Land       | Punkte |
| ---- | ----------------- | ---------- | ------ |
| 1    | Wilma Gatta       | Italien    | 58     |
| 2    | Lea Sölkner       | Österreich | 50     |
| 3    | Gerlinde Strixner | Österreich | 40     |